# Oravská Polhora
Oravská Polhora (in ungherese e in polacco Polhora) è un comune della Slovacchia facente parte del distretto di Námestovo, nella regione di Žilina.